# 165P/LINEAR
165P/LINEAR (LINEAR 10) est une comète qui a été découverte par les télescopes de 1 mètre du programme Lincoln Near-Earth Asteroid Research (LINEAR) à Socorro.